# 伊松佐河戰役 (489年)
伊松佐河戰役指發生於489年8月28日於阿奎萊亞附近的伊松提烏斯河（Isontius）河畔的戰役。伊松提烏斯河（Isontius）並非義大利語稱呼的伊松佐河（Isonzo，斯洛維尼亞語稱索亞河，Soča）。這場戰役也不是在一戰中12場一系列的同名戰役。
東哥德人國王狄奧多里克大帝於489年開始與奧多亞塞的競爭，企圖從後者奪得義大利。在8月28日，兩軍於伊松提烏斯河河畔相遇。狄奧多里克大帝擊敗了奧多亞塞，而後者撤退。第二場戰役於維羅納爆發。